# Kleče
Kleče so predel Ljubljane, nekoč manjša vas, ki se nahaja zahodno od Savelj, ob cesti med Ježico in Šentvidom.
Še zdaj predstavljajo pretežno kmečko vas. Kmetije Ljubljanskega Posavja so v največji meri ohranile svojo moč ravno tu. Identiteta vasi se je tako ohranila do neke mere, kljub temu se urbanizacija vztrajno vsiljuje v podeželski način življenja, saj je bilo v zadnjih nekaj letih zgrajenih nekaj vrstnih ter stanovanjskih hiš. 

## Izvor imena
Vas je dobila ime po kleču, stari besedi za peščeno sipino ob vodi. 

## Zgodovina
Kleče se prvič omenjajo leta 1359 kot Gletschbach ali morda Gletschach, kar je nemški zapis imena v Klečah.
Skozi celotno zgodovino je bila vas kmečka. Še v stari Jugoslaviji sta bili vasi Savlje in Kleče pretežno kmečki, lepi z veliko gruntarskih in nekaj večjih kmetij, ki so bile skrbno urejene in vodene. Vasi sta bili strnjeni, z lepo lego, kar sta ohranili še danes. V nekdanji Ježenski občini so Savlje in Kleče prve dobile električno luč iz bivše Česnove elektrarne na Brodu ob Savi. To je bilo v letih 1919–1920. Znani gostilni v Klečah sta bili pri Avšiču in Unku, kamor so ob nedeljah radi zahajali Ljubljančani.

### Druga svetovna vojna
11. aprila 1941 so na območje prispeli italijanski vojaki. Kmalu za njimi pa Nemci. Italijansko nemško mejo so postavili po glavni cesti, tako da so si Kleče in Savlje razdelili na pol. Cesta je pripadla Nemčiji. Zapore so postavili na mostu v Savlje, čez kamniško progo in pri transformatorju v Klečah Italijani, nemci pa pri Unkovi gostilni v Klečah. Saveljci in Klečani so bili razdeljeni med oba okupatorja in niso smeli uporabljati ceste skozi vas. Kdor je prestopil državno mejo, je končal v zaporu. Posledica takšne meje so bila neobdelana Polja na obeh straneh meje. Meja takrat še ni bila natančno določena. Kasneje so jo premaknili pod Savlje in Kleče. Potekala je po spodnjem polju Produ. Tako sta obe vasi ostali v Italijanski okupaciji. Na omenjenem polju so Nemci zgradili »nemško cesto« in novo železniško zvezo z gorenjsko železnico mimo Črnuč do Laz. Mejo pod Savljami in Klečami so Nemci opremili z žičnimi ovirami, minskimi polji in visokimi stražarskimi stolpi, ki so ponoči osvetljevali mejno področje. Glavni mejni prehod je bil na Ježici, na prostoru kjer je sedaj avtobusno obračališče. Vodarna mestnega vodovoda v Klečah je imela stalno italijansko posadko za zavarovanje, po kapitulaciji Italije, pa stalno nemško posadko z delom domobrancev.

### Obdobje komunizma in socializma
Izmed vseh okoliških vasi, so Kleče po vojni v največji meri ohranile svoj kmečki značaj. Okoli kmetij je bilo zgrajenih le nekaj hiš, precej manj kot v sosednjih Savljah.

## Geografija
Kleče so najzahodnejša vas t. i. Ljubljanskega Posavja. Za razliko od drugih vasi ležijo Kleče v celoti nad ježo. Večina hiš leži severno od Avšičeve ceste, južno od nje pa se nahajajo polja in njive, ter posamične zaplate gozda.

## Demografija
Leta 1787 Kleče – 17 hiš – 112 prebivalcev.
Leta 1936 so imele Kleče in Savlje skupaj 150 volivcev, od tega je bilo 79 delavcev. Nekaj jih je delalo v vodarni v Klečah, v tovarni nogavic Stane Vidmar v Savljah pa so imeli skoraj samo žensko delovno silo.
Leta 2013 je bilo v četrtni skupnosti Posavje 9.547 prebivalcev, od tega je v Savljah bivalo približno 8% (700-800) prebivalstva, v približno 250 stanovanjskih stavbah (podatki so neuradni). Uradni podatki veljajo samo za celotno četrtno skupnost, saj se podatkov za. V neuradnih podatkih so zajete stavbe spodaj omenjenih ulic. 

## Znamenitosti
Staro vaško jedro - Obcestna vas na robu savske ježe z izrazito in ohranjeno ulično linijo, ki sledi ježi. Stavbe slede trakasti parcelaciji. Novejši del naselja se je razvil na južno stran.

## Ulice
Kleče – ime vasi, ki ga nosijo hišne številke v notranjem delu vasi.
Avšičeva cesta – imenuje se po Jaki Avšiču (1896–1978), rojenem v Klečah, zajet v Avstrijski vojski, borec na solunski fronti, polkovnik bivše jugoslovanske vojske, član OF in član glavnega poveljstva slovenskih partizanskih čet, prvi general Titove vojske, član Avnoja, komandant zaledja JLA, šef vojne misije v Berlinu, predsednik mestnega ljudskega odbora v Ljubljani, nosilec partizanske spomenice 1941, umrl leta 1978. 
Cesta Urške Zatlerjeve – imenuje se po Urški Zatler, rojeni 1904 v Savljah, bila je uradnica in predvojna revolucionarka, članica KPJ, aktivistka OF in radiotelegrafistka pri glavnem štabu NOV in POS, padla je oktobra 1944 na Riglju pri Dolenjskih Toplicah. Po njej je imenovan tudi vrtec pri stari osnovni šoli na Ježici in krajevna skupnost v novem stanovanjskem naselju v nekdanji zgornji Mali vasi.

## Običaji
Štehvanje - stara ljudska igra, ki izvira iz Ziljske doline na avstrijskem koroškem. Začetki v Ljubljani segajo v leto 1935, ko je etnomuzikolog France Marolt to konjeniško igro želel pokazati na folklornem festivalu v Ljubljani. Zanjo je navdušil fante iz vasi ljubljanskega Posavja: iz Kleč, Savelj, Ježice, Stožic in Male vasi, ki so veljali za dobre jahače in rejce konj. Na začetku so igro prirejali na različnih delih okolice Ljubljane v času vojne pa je povsem zamrla. Leta 1954 so igro zopet obudili in priredili tekmovanje v Savljah. Od takrat se igro prireja vsako leto, prizorišča pa se na več let menjajo, tokrat samo v mejah Ježice, Savelj in Kleč. Tekmovanje poteka v Juniju. Igra poteka tako, da se v tla zabije lesen drog, na katerega se povezne lesen sodček obit z leskovimi obroči. Fantje nato jezdijo mimo v gorenjski narodni noši in zbijajo sodček s posebnimi kovinskimi kiji. Fantje ob razbijanju soda zbirajo točke. Zmagovalec je tisti, ki zbere največ točk. Igra ima tekmovalni značaj in poteka nekoliko drugače kot v Ziljski dolini. Leta 2012 je bila vpisana v register žive kulturne dediščine.